# Stephen Dorrell
Stephen Dorrell, född 25 mars 1952 i Worcester, är en engelsk politiker inom konservativa partiet och parlamentsledamot för valkretsen Charnwood.
Han valdes till parlamentsledamot för valkretsen Loughborough 1979 och blev whip 1987.  1990 utsågs han till biträdande minister i sjukvårdsdepartementet (Department for Health) och därefter till biträdande minister i finansdepartementet (med titeln Financial Secretary to the Treasury) från 1992 till 1994.  Han var sedan kulturminister (Secretary of State for National Heritage) till 1995, då han blev hälsominister (Secretary of State for Health), vilket han förblev till den konservativa regeringens valnederlag 1997.  Dorrell planerade att kandidera till posten som partiledare 1997 efter John Majors avgång, men avstod då han insåg att hans stöd i parlamentsgruppen var för svagt. Istället stödde han Kenneth Clarke.
Han ingick ett tag i partiledaren William Hagues skuggkabinett som skuggminister för utbildning och arbete, men lämnade skuggkabinettet 1998.